# Dolmen de la Croix
Le dolmen de la Croix est un dolmen situé sur l'île d'Hœdic, dans le département français du Morbihan.

## Localisation
Le dolmen est situé au lieu-dit Champ-du-Menhir, à 36 m à l'ouest du menhir de la Vierge.

## Historique
Le dolmen a été découvert par Le Rouzic en 1924 alors qu'il fouillait son tumulus avec l'aide du couple Péquart. Le dolmen est classé, avec le menhir de la Vierge voisin, au titre des monuments historiques par arrêté du 12 juin 1926.

## Description
Le dolmen est englobé dans un tumulus ovalaire dont le grand axe mesure environ 11 m de long. Le dolmen est du type dolmen à couloir. Le Rouzic n'a exploré que le court couloir d'accès (1,20 m de long sur 0,80 m de large), délimité par deux dalles côté nord et une seule côté sud, qui ouvre à l'est, en direction du menhir de la Vierge. Le couloir était dallé. Lors de sa découverte, l'extrémité du couloir était obstruée par un « bouchon de pierre ». Le soubassement du calvaire étant édifié directement sur les tables de couverture de la chambre, Le Rouzic craignant de le déstabiliser ne fouilla pas la chambre. Il estime qu'elle mesure 2,50 m de long sur 1,90 m de large et semble délimitée par deux orthostates.
Dans le couloir, Le Rouzic recueilli un petit mobilier archéologique constitué des fragments d'un vase apode, d'éclats de silex et de vingt-deux percuteurs en quartz et quartzite. Ce mobilier, déposé au musée archéologique de Vannes, est attribué au Néolithique récent.